# Béla Balás
Béla Balás (ur. 25 marca 1941 w Budapeszcie) – węgierski duchowny rzymskokatolicki, w latach 1993-2017 biskup Kaposváru.

## Życiorys
Święcenia kapłańskie przyjął 20 czerwca 1965. 10 sierpnia 1992 został mianowany biskupem pomocniczym Veszprém ze stolicą tytularną Feradi Maius. Sakrę biskupią otrzymał 17 października 1992. 31 maja 1993 objął rządy w diecezji Kaposváru. 25 marca 2017 przeszedł na emeryturę.